# Yvon Tondon
Yvon Tondon, né le 16 février 1922 à Pont-à-Mousson (Meurthe-et-Moselle) et décédé le 22 mai 2013 dans la même ville, est un ouvrier électricien et homme politique français. 

## Biographie
Ouvrier électricien aux fonderies Saint-Gobain de Pont-à-Mousson et membre du Parti socialiste, il est élu conseiller général du canton de Pont-à-Mousson en 1976. Il quitte ses fonctions en 1982 après avoir perdu son siège face au communiste Michel Bertelle. 
Il est député socialiste du 24 septembre 1978 au 22 mai 1981 et du 2 juillet 1981 au 1er avril 1986 en remportant le siège au détriment de Jean-Jacques Servan-Schreiber dont l'élection avait été invalidée.
Il est ensuite maire de Pont-à-Mousson de 1989 à 1995.
Dans les dernières années de sa vie, l'écrivain Gérard Louis lui consacre un livre intitulé Ginette & Yvon Tondon militants pour la vie